# Richard Igbineghu
Richard Igbineghu (ur. 21 kwietnia 1968 w Ibadanie) – nigeryjski bokser, wagi superciężkiej, wicemistrz olimpijski z 1992.
Na igrzyskach olimpijskich w 1992 w Barcelonie zdobył srebrny medal w wadze ciężkiej po wygraniu trzech walk i porażce w finale z kubańskim bokserem Roberto Balado. W 1991 zdobył złoty medal w wadze superciężkiej igrzysk afrykańskich w Kairze.
W 1994 przeszedł na zawodowstwo. Walczył w latach 1994-2006 w wadze ciężkiej. Stoczył 19 walk, z których wygrał 17, przegrał 2.